# Dżadambaagijn Narantungalag
Dżadambaagijn Narantungalag (ur. 16 grudnia 1975 w Bulgan) – mongolski karateka, sambista, judoka oraz zawodnik mieszanych sztuk walki (MMA). Srebrny medalista Mistrzostw Azji w kyokushin karate oraz wielokrotny zwycięzca krajowych mistrzostw w tejże dyscyplinie. Były mistrz Legend Fighting Championship w wadze lekkiej oraz ONE Championship w wadze piórkowej.

## Kariera MMA
W MMA zadebiutował 13 października 2004, na gali K-1 World MAX 2004 Champions' Challenge, przeciwko Norifumiemu Yamamoto, z którym przegrał przez nokaut. Po wygraniu krajowego turnieju w 2010, związał się z World Victory Road, wygrywając tam dwa pojedynki, z Akihiro Gōno na punkty oraz Kazunori Yokotą przez KO. 30 października 2011, został mistrzem Chińskiej organizacji Legend Fighting Championship wagi lekkiej, pokonując w mistrzowskim boju niejednogłośnie na punkty Adriana Panga.
W marcu 2012 udanie obronił tytuł. Prawie rok później stracił go na rzecz Kojiego Ando, przegrywając z nim przez TKO wskutek odniesionej kontuzji kostki. Po nowym roku związał się z singapurskim ONE Fighting Championship, gdzie w debiucie, 30 maja 2014, pokonał na punkty byłego mistrza tejże organizacji Honorio Banario. 29 sierpnia 2014, zmierzył się o mistrzostwo ONE FC wagi piórkowej z obrońcą tytułu Kojim Oishi, którego pokonał jednogłośnie na punkty po pięciu rundach i został nowym mistrzem.
Tytuł stracił w pierwszej obronie, na rzecz utytułowanego Rosjanina Marata Gafurowa (tymczasowego mistrza), przegrywając z nim przez poddanie (duszenie zza pleców) w 4. rundzie. Po stracie mistrzostwa, w 2016 wygrał dwa pojedynki, najpierw poddając byłego mistrza ONE wagi lekkiej, Kotetsu Boku oraz nokautując Erica Kelly'ego.

### K-1 MAX
W 2004 oraz 2005, brał udział w finałach K-1 World MAX, lecz w obu przypadkach jego rywalizacja kończyła się na ćwierćfinale. Podczas turniejów przegrywał z zawodnikami światowego formatu - Albertem Krausem, Buakawem Banchamekiem czy Masato.

## Osiągnięcia[2]
Mieszane sztuki walki:
- 2010: MGL-1 - 1. miejsce w turnieju w kat. 73 kg
- 2011-2013: Mistrz Legend FC w wadze lekkiej (-70 kg)
- 2014-2015: Mistrz Świata ONE w wadze lekkiej (-66 kg)

Judo:
- 1993: Mistrzostwa Mongolii w judo - 1. miejsce, juniorzy (60 kg)

Jeet Kune Do:
- 1994: Otwarty Turniej Jeet Kune Do Open - 1. miejsce (70 kg)

Kickboxing:
- 1997: Mistrzostwa Mongolii w kickboxingu - 1. miejsce (70 kg)
- 2006: Mistrzostwa Sonsogchiin Aldar w kickboxingu - 1. miejsce (75 kg)
- 2006: Zag Association - 1. miejsce (70 kg)
- 2009: Mistrz Mongolii MGL-1 w kat. 70 kg

Kyokushin karate:
- 1997: Mistrzostwa Mongolii w karate kyokushin - finałowa czwórka (kat. otwarta)
- 1998: Mistrzostwa Erdenet w karate kyokushin - 1. miejsce (kat. otwarta)
- 2000: Mistrzostwa Azji w karate kyokushin - 2. miejsce (kat. otwarta)
- 2000: Mistrzostwa Mongolii w karate kyokushin - 1. miejsce (kat. otwarta)
- 2001: Mistrzostwa Mongolii w karate kyokushin - 1. miejsce (kat. otwarta)
- 2002: Otwarte Mistrzostwa Rosji w kyokushin karate - 2. miejsce (70 kg)
- 2003: Mistrzostwa Mongolii w karate kyokushin - 1. miejsce (kat. otwarta)

Sambo bojowe:
- 2005: Mistrzostwa Mongolii w sambo bojowym - 1. miejsce (70 kg)